# Montmollin
Montmollin is een plaats en voormalige gemeente in het Zwitserse kanton Neuchâtel en telt 550 inwoners.

## Geschiedenis
Op 1 januari 2013 fuseerde Montmollin met de meeste gemeenten in het toenmalige district Val-de-Ruz tot de gemeente Val-de-Ruz.